# Ephesia persimilis
Ephesia persimilis är en fjärilsart som beskrevs av W. Warren 1888. Ephesia persimilis ingår i släktet Ephesia och familjen nattflyn. Inga underarter finns listade i Catalogue of Life.